# Herb gminy Babiak
Herb gminy Babiak – symbol gminy Babiak.

## Wygląd i symbolika
Herb przedstawia na tarczy w polu czerwonym srebrną nałęczkę. Jest to godło z herbu Nałęcz i nawiązanie do herbu Babiaka jako miasta. 